# Lo spazzacamino (brano musicale)
Lo spazzacamino è una brano musicale tradizionale popolare, che riscuote un notevole successo anche al giorno d'oggi, specie fra i giovani, per le allusioni di natura sessuale che sottintende. È stata interpretata, fra gli altri, da Nanni Svampa e da Maria Monti.
La canzone narra di uno spazzacamino che si aggira per le contrade (in alcune versioni per le montagne) in cerca di lavoro, e viene chiamato da una signorina affinché pulisca il camino della casa. Il testo della canzone è pieno di doppi sensi che fanno riferimento alle parti intime della signorina, e ad un rapporto sessuale che intercorre fra lei e lo spazzacamino. Infatti dopo nove mesi nasce un bel bambino che assomiglia tanto allo spazzacamino.
Di questa canzone esistono varie versioni dialettali, con alcune varianti. Alcune versioni (probabilmente redazioni successive) terminano con una strofa ulteriore: